# Arià
Arià és un prenom català, procedent del llatí Arianus.

## Santoral
La festivitat de Sant Adrià d'Alexandria se celebra el 8 de març. D'acord amb la tradició, Arià hauria estat un governador de la ciutat de Tebes que durant el s. III va perseguir cristians. Finalment ell mateix es va convertir al cristianisme, i per aquest motiu l'emperador Dioclecià va ordenar que ell i quatre companys més fossin ofegats al mar. Existeix una llegenda que afirma que els seus cossos van ser retornats a la platja per uns dofins perquè poguessin ser enterrats.